# Kate Maberly
Kate Elizabeth Cameron Maberly (ur. 14 marca 1982 w miasteczku Reigate, w hrabstwie Surrey w Południowej Anglii), brytyjska aktorka. 
Mając 8 lat, Kate, zainspirowana przykładem starszej siostry-aktorki (Polly Maberly), wystąpiła w kilku brytyjskich produkcjach telewizyjnych. Dopiero nieoczekiwane zwycięstwo w castingu do głównej roli w "Tajemniczym ogrodzie" Agnieszki Holland zaznaczyło jej debiut na srebrnym ekranie i przyniosło uznanie krytyków. Niedługo potem miała znaczące występy w filmach takich jak "The Langoliers". W dalszych latach studia muzyczne i nauka stanęły dla niej na pierwszym planie, więc role filmowe skurczyły się do pomniejszych występów. Ostatnim jej filmem przed ukończeniem studiów (jesienią 2004) był "Finding Neverland" (Marzyciel).